# Jovan Kirovski
Jovan Kirovski (Escondido, California, 18 de marzo de 1976) es un exfutbolista estadounidense de origen macedonio que jugó en la posición de delantero. Actualmente trabaja en el cuerpo técnico de Los Angeles Galaxy.
Es el primer jugador estadounidense en ganar la Liga de Campeones de la UEFA en la edición 1996-97, también, fue el primero de su país en anotar en un partido de dicha competición, y el único en coronarse como campeón del mundo a nivel de clubes en la Copa Intercontinental.

## Selección nacional
Jugó 62 partidos con la selección estadounidense y anotó nueve goles. Participó en la Copa América 1995, los Juegos Olímpicos 1996, la Copa FIFA Confederaciones en 1999 y 2003, y la Copa de Oro de la Concacaf en 1996 y 2000.

## Trayectoria
| Club                       | País           | Año       |
| -------------------------- | -------------- | --------- |
| Manchester United          | Inglaterra     | 1993-1996 |
| Borussia Dortmund          | Alemania       | 1996-2000 |
| Fortuna Colonia            | Alemania       | 1998-1999 |
| Sporting Clube de Portugal | Portugal       | 2000-2001 |
| Crystal Palace             | Inglaterra     | 2001-2002 |
| Birmingham City            | Inglaterra     | 2002-2004 |
| Los Angeles Galaxy         | Estados Unidos | 2004-2005 |
| Colorado Rapids            | Estados Unidos | 2005-2009 |
| Los Angeles Galaxy         | Estados Unidos | 2009-2011 |